# Philistina campagnei
Philistina campagnei är en skalbaggsart som beskrevs av Thierry Bourgoin 1920. Philistina campagnei ingår i släktet Philistina och familjen Cetoniidae. Inga underarter finns listade i Catalogue of Life.